# المليونير: الحلقة الأقوى
المليونير: الحلقة الأقوى، برنامج مسابقات يحاكي البرنامج التلفزيوني العالمي من سيربح المليون فقد تم تعديل بعض من قواعده. يقدم جوائز مالية كبيرة لمن يجاوب بشكل صحيح ومتتالي على أسئلة البرنامج. المسابقة هي النسخة العربية من النسخة الأسترالية المسماة "millionaire hotseat".
عرض الموسم الأول من المسابقة ما بين 14 نيسان و3 تموز 2013 على شاشة تلفزيون دبي كل أربعاء الساعة 22:30 مساء. وهي من تقديم الممثلة والإعلامية المغربية ميساء مغربي. الجائزة الكبرى المقدمة تبلغ قيمتها مليون درهم إماراتي. تم تسجيل البرنامج في استوديوهات قناة إم بي سي في مدينة الإنتاج الإعلامي في القاهرة.
الموسم الثاني انطلق في 20 تشرين الثاني 2013. في هذا الموسم تم تغير موعد البث فأصبح يوم الأحد بدل الأربعاء وزيادة مرات الإعادة على مدار الأسبوع.

## طريقة اللعب
هذه النسخة تختلف عما كل ما تم تقديمه في النسخة العربية السابقة، فقد تم تغيير والتجديد في قواعد اللعبة التي يعرفها الجميع. كما تم إلغاء وسائل المساعدة السابقة، والاستعاضة عنها بوسيلة الـ"Pass" التي يحق من خلالها للمشترك عدم الإجابة على السؤال وتمرير الدور للمشترك التالي، الذي من متوقع إعطاء الإجابة الصحيحة ليكمل في السباق وإلا يغادر البرنامج دون أي شيء، كما تتناقص تدريجياً قيمة الجائزة الكبرى المقدمة وهي مليون درهم إماراتي. المشترك الي يتسلم الدور من آخر لا يحق له أستخدام وسيلة المساعدة.
هناك مدة زمنية لكل مرحلة من الأسئلة:
- المرحلة الأولى: 20 ثانية (من السؤال الأول حتى الخامس)
- المرحلة الثانية: 40 ثانية (من السؤال السادس حتى الرابع عشر)
- المرحلة الثالثة: 60 ثانية، وهي سؤال المليون درهم (سؤال الخامس عشر والأخير).

آخر شخص يجلس على «كرسي الأحمر» هو صاحب «الجائزة الكبرى» أو القيمة الكبرى الموجودة آنذاك. لا يمكن للمتسابقين الانسحاب وأخذ الرصيد متى شاؤوا. يجب اللإكمال حتى النهاية حيث بكل حلقة فائز واحد. سلسلة الأرباح المقررة في هذه النسخة هي على النحو التالي:
- السؤال الأول • 100 درهم إماراتي 
- السؤال الثاني • 200 درهم إماراتي
- السؤال الثالث • 300 درهم إماراتي
- السؤال الرابع • 500 درهم إماراتي
- السؤال الخامس • 1.000 درهم إماراتي
- السؤال السادس • 5.000 درهم إماراتي
- السؤال السابع • 10.000 درهم إماراتي
- السؤال الثامن • 15.000 درهم إماراتي
- السؤال التاسع • 20.000 درهم إماراتي
- السؤال العاشر • 30.000 درهم إماراتي
- السؤال الحادي عشر • 50.000 درهم إماراتي
- السؤال الثاني عشر • 100.000 درهم إماراتي
- السؤال الثالث عشر • 250.000 درهم إماراتي
- السؤال الرابع عشر • 500.000 درهم إماراتي
- السؤال الخامس عشر • 1.000.000 درهم إماراتي

## المتسابقين والأرباح

### الموسم الأول
| المتسابقين                     | الأول          | الثاني                 | الثالث                 | الرابع                  | الخامس                   | السادس                     |
| ------------------------------ | -------------- | ---------------------- | ---------------------- | ----------------------- | ------------------------ | -------------------------- |
| الحلقة الأولى 2013.04.17       | أحمد باسم      | عادل عبد العزيز        | محمد طالب              | راندي الحلبي            | فرح علي                  | محمد صالح 1.000 د.إ.       |
| الحلقة الثانية 2013.04.24      | أيوب العقاب    | واصف عليش              | وليد الناجي            | أميرة السلطاني          | أميرة حسين 30.000 د.إ.   | محمد جمال                  |
| الحلقة الثالثة 2013.05.01      | رواد زين الدين | هينار محمد             | وائل المطرفي           | ناهض طرزي               | سامي الزيلعي 30.000 د.إ. | طارق العربي                |
| الحلقة الرابعة 2013.05.08      | هبة خميس       | محمد الفلكاوي          | محمد السعيد 1.000 د.إ. | علي هاشم                | حسام شلبي                | سارة النافع                |
| الحلقة الخامسة 2013.05.16      | علي البلوشي    | محمد عبد العزيز        | دانا حجيج              | فضيلة سليم 1.000 د.إ.   | سامي الحلبي              | محمود عزت                  |
| الحلقة السادسة 2013.05.22      | سهام عباس      | ياسمين مصطفى           | أمين محمد 50.000 د.إ.  | محمد صالح               | عامر عزام                | عاصم رمضان                 |
| الحلقة السابعة 2013.05.29      | نايف المطيري   | رقية علي               | عائض الأكلبي           | سرجون مبيض 1.000 د.إ.   | يوستينا موريس            | معتز فتيحة                 |
| الحلقة الثامنة 2013.06.05      | محمد حمدي      | لين عنتابلي            | منصور نصر              | سيف النيادي 50.000 د.إ. | حمدي حدة                 | مها شلبي                   |
| الحلقة التاسعة 2013.06.12      | أحمد الحمود    | بلال نجار 250.000 د.إ. | عبد الله العامري       | وصال خماسي              | حسام أحمد                | سلطان عبد الله             |
| الحلقة العاشرة 2013.06.19      | محمد العنزي    | فاطمة كركي             | عبد الرزاق العنزي      | قيس الحرجافي            | محمد جميل                | عبدالله العامري 1.000 د.إ. |
| الحلقة الحادية عشرة 2013.06.26 | عادل النقاطي   | جودي الأسمر 1.000 د.إ. | محمد سمير              | روزانا أسامة            | خضير الخضير              | عماد محمد                  |
| الحلقة الثانية عشرة 2013.07.03 | ماجد الشمري    | جهاد عادل 50.000 د.إ.  | أنيس شلالا             | أحمد حموري              | عبد الله الكندري         | مراد القاسم                |

### الموسم الثاني
| المتسابقين                    | الأول                     | الثاني                 | الثالث                    | الرابع                    | الخامس                 | السادس                |
| ----------------------------- | ------------------------- | ---------------------- | ------------------------- | ------------------------- | ---------------------- | --------------------- |
| الحلقة الأولى 2013.10.20      | ضحى جعافرة 1.000 د.إ.     | سمير نهرا              | فهد التميمي               | مها سعد                   | غيث المفتي             | عادل الطواشي          |
| الحلقة الثانية 2013.10.27     | رنا عامر                  | رداح الصديق            | عبد الله عدنان            | صلاح الزبيدي 100.000 د.إ. | مصطفى مرزوق            | باهي أمين             |
| الحلقة الثالثة 2013.11.03     | طوني ديب 1.000 د.إ.       | مها محمد               | مصطفى عبد الرحيم          | علي العنزي                | سمية بن حمودة          | محمد البنا            |
| الحلقة الرابعة 2013.11.10     | عمر حبيب                  | محمد سرحان 1.000 د.إ.  | خالد مبارك                | مسعود الرويلي             | راوية بونقازة          | شهيرة سعد             |
| الحلقة الخامسة 2013.11.17     | طوني حرب                  | ناجية الربيع           | خالد الأصيل               | سميرة شايب                | فهد الظفيري            | محمد سالم 50.000 د.إ. |
| الحلقة السادسة 2013.11.24     | محمد ملحيس 1.000 د.إ.     | إيمان الرجب            | شربل طايع                 | نجاة عبد العزيز           | باسل كامل              | خليل عبد الله         |
| الحلقة السابعة 2013.12.01     | شيماء صديق                | فاضل الزعبي            | معاوية الحاج 500.000 د.إ. | منال الإبراهيم            | محمد العنزي            | أحمد فريد             |
| الحلقة الثامنة 2013.12.08     | حاتم بن سليمان 1.000 د.إ. | نبيل بدر الدين         | مروة دويدار               | خالد الثبيتي              | منى السقاف             | إبراهيم ظاظا          |
| الحلقة التاسعة 2013.12.15     | باسكال مهنا               | معتز العنسي            | باسم أبو رسلان            | باهي أمين 1.000 د.إ.      | ناريمان حنون           | عمار الحمادي          |
| الحلقة العاشرة 2013.12.22     | مزيد الشمري               | يوسف الزايد            | أحمد فريد                 | درة نصري                  | بلال مرزوق 30.000 د.إ. | ناريمان حنون          |
| الحلقة الحادية عشر 2013.12.29 | مشعل الفهد                | لارا مصلح 100.000 د.إ. | نسيم زويني                | مايكل عادل                | جلال بالسعد            | نور الهدى عبد الله    |

## مواضيع ذات صلة
- المليونير (برنامج تليفزيوني)
- من سيربح المليون؟
- من سيربح المليون؟ (النسخة المغاربية)

## وصلات خارجية
- المليونير -الحلقة الأقوى
- ميساء مغربي تقدّم «المليونير» على شاشة دبي